# 買米令
買米令（かわせまいれい）は、1730年（享保16年）に、享保の改革の一環として行われた法令。江戸幕府が市場の米を買い上げ貯蔵して米価の引き上げを促すとともに、諸藩や江戸・大坂の有力商人達にも強制的に同様の措置を行わせた。なお、公式文書などでは、幕府が直接行う買い上げは「かいまい」、商人達に強制的に行わせるものは「かわせまい」と呼称させて区別されている。
これによって市場に流通する米の量を減らして米価を強制的に引き上げさせ、米価の低落によって年貢収入の換金に支障を来たしていた武士階層を救済するとともに、彼らの購買力を高めて景気回復を図った。また、同様の目的で米切手の為替化容認（結果的に米の延べ売買となり、米の売出しの先送りとなる）、囲米奨励、諸藩に対する江戸・大坂への廻米・蔵屋敷の米売却の制限・禁止などの措置が取られている。
以後、延享元年、宝暦11年、文化7年などにも同様の法令が出されている。
大坂においては、幕府の金庫同然であったから、享保以来、買米を命じられたことは10余度に及んだ。ただし、大坂ばかりでなく江戸、京都、堺その他にも賦課されたが、買米高では大阪が群を抜いていた。しかし買米が米価引上げに必ずしも大きな効果のなかったことは草間直方「三貨図彙」物価之部その他に散見される。大坂に課せられた主な買米令の年月、指定額、実際の引受額、人員などはつぎのとおり。
享保16年6月、 - 、60万石、168人および三郷町々。
延享元年9月、 - 、享保と大差がなし、 - 。
文化3年11月、120万9000石、58万石余、309人。
文化7年11月、60万石、- 、- 。